# 塔尔农河
塔尔农河（法語：Tarnon，法語發音：[taʁnɔ̃]）是法国奧克西塔尼大區洛泽尔省的河流，是塔恩河的左支流，长38.9千米。